# Das Böse unter der Sonne (Roman)
Das Böse unter der Sonne (Originaltitel Evil Under the Sun) ist der 29. Kriminalroman von Agatha Christie. Er erschien zuerst im Vereinigten Königreich im Collins Crime Club im Juni 1941 und im Oktober desselben Jahres in den USA bei Dodd, Mead & Company. Die deutsche Erstausgabe wurde 1945 unter dem Titel Rätsel um Arlena in der Übersetzung von Ursula von Wiese im Scherz Verlag veröffentlicht.
Es ermittelt Hercule Poirot in einem Ferienhotel auf einer englischen Insel.

## Handlung
Arlena ist eine attraktive ehemalige Schauspielerin und ständig auf der Suche nach Affären mit jüngeren Männern, die ihr meist hoffnungslos verfallen. Mit ihrem Ehemann Kenneth Marshall und ihrer sechzehnjährigen Stieftochter Linda, die Arlena hasst, kommt sie ins Hotel Jolly Roger. Arlena flirtet im Hotel mit dem gutaussehenden Patrick Redfern, der in sie vernarrt ist. Das macht dessen Ehefrau Christine Redfern, eine ehemalige Lehrerin, eifersüchtig und wütend. Im Hotel wohnen auch der berühmte Detektiv Hercule Poirot, die Modistin und Jugendfreundin von Kenneth, Rosamund Darnley, die amerikanischen Touristen Odell und Carrie Gardener, der pensionierte Major Barry, der ständig meckernde Horace Blatt, der Vikar Stephen Lane und die sportliche Junggesellin Emily Brewster.
Linda plant, ihre Stiefmutter mit Hilfe einer Voodoopuppe umzubringen. Als sie eines Morgens mit den hierfür eingekauften Utensilien in ihr Zimmer zurückkehrt, wartet dort Christine Redfern auf sie und fragt, ob sie mit ihr zur Möwenbucht (engl. Gull Cove) kommt. Arlena will am selben Morgen mit einem Floß zur Feenbucht (englisch Pixy Cove) fahren und bittet Poirot, der ihre Abfahrt beobachtet, niemandem zu sagen, wohin sie gefahren ist. Poirot vermutet, dass sie sich mit Patrick Redfern treffen will, sieht jedoch kurz darauf Patrick, der ihn fragt, ob er Arlena gesehen habe. Patrick Redfern lädt Emily Brewster zu einer Tour mit dem Ruderboot ein. Als die beiden Ruderer die Feenbucht erreichen, finden sie am Strand einen reglosen Körper – die erwürgte Arlena. Während Emily die Polizei mit dem Boot holt, wartet Patrick am Tatort.
Poirot befragt nun alle, wo sie sich zum Zeitpunkt des Mordes um 11.45 Uhr aufgehalten haben. Kenneth Marshall sagt aus, dass er in seinem Zimmer gewesen sei und Briefe geschrieben habe. Linda erklärt, dass sie und Christine um 10.30 Uhr zur Möwenbucht gegangen seien und dass Christine um 11.45 Uhr zum Hotel zurückgekehrt sei. Sie könne es also nicht gewesen sein. Die Gardeners waren mit Poirot zusammen, was sie von allen Verdächtigungen befreit. Rosamund Darnley erklärt, dass sie zur Sonnenklippe (engl. Sunny Ledge, oberhalb der Feenbucht) gegangen sei, um ein Buch zu lesen. Sie sagt, dass sie niemanden gesehen habe, weil sie in ihr Buch vertieft gewesen sei. Der Rest der Gruppe, Stephen Lane und Major Barry, befand sich auf einer Wanderung und Horace Blatt war mit dem Segelboot unterwegs. Christine, Rosamund, Kenneth und Mr. Gardener begannen um 12 Uhr, Tennis zu spielen.
Dann befragt Poirot das Zimmermädchen Gladys Narracott, ob sie davon gehört habe, dass irgendwo eine Flasche vermisst werde. Er fragt dies, weil Emily Brewster ihm erzählt hat, dass sie auf der Rückfahrt von der Feenbucht beinahe von einer Flasche getroffen worden wäre, die aus einem Fenster geworfen wurde. Das Zimmermädchen weiß nichts davon, dass eine Flasche vermisst wird. Sie habe sich aber gewundert, dass um zwölf jemand ein Bad genommen hat. Das Zimmermädchen habe auch gehört, dass Kenneth Marshall in seinem Zimmer mit der Schreibmaschine geschrieben hat. Das unterstützt sein Alibi und er scheidet aus dem Kreis der Verdächtigen aus.
Poirot und die ermittelnden Beamten gehen zur Feenbucht, um den Tatort zu untersuchen. Sie finden eine neue Schere, ein Stück einer Tabakspfeife und eine Flasche. Die Pfeife könnte von Kenneth sein, doch dieser hat ihnen nicht gesagt, dass er eine vermisst. In der Bucht gibt es eine Höhle, wo die Ermittler Heroin finden. Daraus ergibt sich der Verdacht, dass Horace Blatt etwas mit Drogenhandel oder auch mit dem Mord zu tun hat. Einige Zeit nach dem Mord versucht die verzweifelte Linda, sich mit Schlaftabletten umzubringen, wird aber gerettet. Sie glaubt, wegen ihres Voodoo-Rituals schuld an Arlenas Tod zu sein.
Poirot erinnert sich an den Mord an Alice Corrigan viele Jahre zuvor. Auch sie wurde erwürgt und der Mörder nie gefunden. Alice’ Ehemann Edward beteuerte damals seine Unschuld und hatte ein sicheres Alibi – er war zur angeblichen Mordzeit an einem anderen Ort. Die Leiche von Alice wurde damals von einer Lehrerin gefunden. Poirot kann schließlich beweisen, dass Patrick Redfern identisch mit Edward Corrigan ist und sowohl Alice als auch Arlena ermordet hat. Seine Frau Christine und er werden als dringend tatverdächtig verhaftet. Christine ist zudem identisch mit der Lehrerin, die Alice Corrigans Leiche gefunden hatte, und auch für diesen Mord mitverantwortlich.
Der Mord an Arlena ging folgendermaßen vonstatten: Mit Selbstbräuner tönte Christine ihre Arme und Beine im Hotel und warf die Flasche aus dem Fenster. Sie zog lange Kleider an und ging mit Linda zur Möwenbucht. Dort verstellte sie Lindas Uhr und ging zur Feenbucht. Arlena wollte sich mit Patrick ungestört treffen und versteckte sich daher vor Christine in der Höhle. Christine legte sich im Badeanzug und mit Hut auf dem Gesicht, die beide Arlenas Kleidung ähnelten, an den Strand. So sollte die anwesende Emily getäuscht und als Zeugin für das Alibi von Patrick aufgebaut werden. Nachdem Patrick eingetroffen war, lief Christine zum Hotel. Im Hotel wusch sie sich, um die Farbe wieder zu entfernen. Patrick ging in die Höhle, erwürgte Arlena und legte sie an den Strand. Das Motiv für den Mord war Geld, das er von Arlena erhalten hatte, um es anzulegen.
Am Ende wird angedeutet, dass Rosamund Darnley Lindas neue Stiefmutter wird.

## Personen
- Hercule Poirot, der berühmte belgische Detektiv mit den kleinen grauen Zellen
- Arthur Hastings, der Assistent und Freund von Poirot
- Colonel Weston, der Chief Constable
- Inspector Colgate, der ermittelnde Beamte
- Sergeant Phillips, ein Polizist
- Dr. Neasdon, der Polizeiarzt
- Arlena Stuart Marshall, eine ehemalige Schauspielerin
- Captain Kenneth Marshall, Arlenas Ehemann
- Linda Marshall, Kenneths Tochter und Arlenas Stieftochter
- Patrick Redfern, Arlenas Geliebter und Christines Ehemann
- Christine Redfern, Patricks Ehefrau
- Rosamund Darnley, eine Modistin und Jugendfreundin von Kenneth
- Emily Brewster, eine sportliche Junggesellin
- Mrs. Carrie Gardener, eine amerikanische Touristin
- Mr. Odell Gardener, ihr Ehemann
- Mr. Horace Blatt, ein Segler
- Reverend Stephen Lane, ein Geistlicher, der Arlena als „das Böse unter der Sonne“ bezeichnet
- Major Barry, ein pensionierter Offizier
- Gladys Narracott, ein Zimmermädchen im Jolly-Roger-Hotel
- Mrs. Castle, die Eigentümerin des Jolly-Roger-Hotels

## Kritiken
Die Besprechung von Maurice Willson Disher in The Times Literary Supplement vom 14. Juni 1941 war positiv: „Einen Platz an der Spitze der Kriminalschriftsteller zu behaupten ist schon schwer genug, auch ohne die ständig wachsende Konkurrenz.“ Bislang sei der Autorin das aber auch mit diesem Roman gelungen. Nach der Zusammenfassung der Handlung schließt Disher: „Miss Christie lässt den Schatten der Schuld zuerst auf den einen und dann den anderen mit solch einer lässigen Leichtigkeit fallen, dass es für den Leser schwierig ist, sich nicht von seinem Gefühl leiten zu lassen. Jedermann soll sich durchaus bewusst sein, dass die am meisten verdächtigen Personen nicht die Täter sein müssen, aber dieses Hauptprinzip wird leicht vergessen, wenn Miss Christie uns das Gefühl gibt, scharfsichtiger zu sein, als wir wirklich sind. Und dann lässt sie das Geheimnis hochgehen wie eine Landmine.“
In The New York Times Book Review vom 19. Oktober 1941 schreibt Isaac Anderson: „Der Mord ist eine kunstreich geplante Angelegenheit – ein wenig zu viel für die Glaubwürdigkeit, in Hinsicht auf einige Möglichkeiten von Pannen oder Missgeschicken entlang des Weges – aber Poirots Lösung ist makellos wie immer. Das Böse unter der Sonne ist ein weiterer Roman in der schon langen Liste von Agatha Christies erfolgreichen geheimnisvollen Geschichten.“
Maurice Richardson schreibt in einer Kurzkritik vom 8. Juni 1941 im The Observer: „Das Böse unter der Sonne, der beste Agatha Christie seit Und dann gabs Keines mehr – und man kann nicht mehr sagen als das –, hat ein Luxushotel, einen eingegrenzten Kreis von Verdächtigen, Poirot im weißen Anzug. Opfer: männermordende rothaarige Schauspielerin. Einschlagende Lösung, nachdem Sand in die Augen gestreut wurde, und man nicht mehr richtig sehen kann. Leicht wie ein Soufflé.“
The Scotsman vom 3. Juli 1941 spricht von einigen „überraschenden Entdeckungen“ in der Lösung und sagt: „All diesen zu folgen überlässt man dem Leser am besten selber, in der Gewissheit, dass die Jagd nach dem Täter sich als so appetitanregend erweist wie alle, die diese begabte Autorin uns anbietet.“
E.R. Punshon in The Guardian vom 26. August 1941 fasst die Handlung kurz in einem Lob zusammen, indem er beginnt: „Geht man zu weit, wenn man Miss Agatha Christie als eine der bemerkenswertesten Schriftstellerinnen unserer Zeit bezeichnet?“
Robert Barnard: „Die klassische Christie-Dreierbeziehung in einem Resort am Meer, mit dem besonderen Spiel sich gleichender, sonnenbadender Körper und toter Körper. Möglicherweise etwas zu ausgeklügelt und uncharakteristisch.“

## Bezüge zu anderen Werken
Die Handlung hat einige Ähnlichkeiten mit Christies Kriminalgeschichte Urlaub auf Rhodos, die zuerst in den USA im Februar 1936 in dem Magazin This Week und im Vereinigten Königreich im Mai 1936 in Nummer 545 des Strand Magazine erschien. Sie ist ebenfalls in der im Jahre 1936 erschienenen Sammlung aus dem Jahre 1937 Murder in the Mews (amerikanischer Titel Dead Man’s Mirror, deutscher Titel Poirot schläft nie) enthalten. In Urlaub auf Rhodos wird Poirot auch Zeuge einer Liaison zweier verheirateter Menschen. Vor seinen Augen entspinnt sich eine unheilvolle Beziehung zwischen der extravaganten, männermordenden Valentine Chantry und ihrem gewalttätig wirkenden Mann zu dem Ehepaar Gold, dessen männliche Hälfte sich schon am ersten Tag zu der reichen Schönheit hingezogen fühlt. Valentine Chantry stirbt an einem vergifteten Cocktail, der ursprünglich für ihren Mann bestimmt war. Es scheint, dass ihr Liebhaber ihren Mann umbringen wollte. Poirot erkennt aber, dass Valentines Mann mit Mrs. Gold gemeinsame Sache machte und durch den Mord an Valentine und die Verdächtigungen gegenüber Mr. Gold zwei Probleme auf einmal gelöst werden sollten.
Ein Badeanzug spielt auch in der Geschichte Der rote Badeanzug aus der Kriminalgeschichten-Sammlung Der Dienstagabend-Klub eine entscheidende Rolle. Sie hat vom Handlungsaufbau her die größte Ähnlichkeit mit dem Roman: Ort der Handlung ist ebenfalls ein Badeort an der Küste. Auch hier ist der Täter ein notorischer Frauenmörder, der schon mehrfach gemordet hat, das Opfer allerdings in diesem Fall die Ehefrau. Weitere Parallelen sind verblüffend: Die Geliebte fungiert ebenfalls als Komplizin und schlüpft aus Alibi-Gründen in die Rolle des Opfers. Tatort ist auch hier eine abgelegene Höhle am Meer, zu der Täter und argloses Opfer hinrudern.

## Ausgaben
- Evil Under the Sun. Collins Crime Club, London 1941.
- Evil Under the Sun. Dodd Mead and Company, New York 1941.
- Rätsel um Arlena. Übersetzung von Ursula von Wiese. Scherz, Bern 1945.
- Das Böse unter der Sonne oder Rätsel um Arlena. Neuübertragung von Ursula Gail. Scherz, Bern 1982.[10]

## Hörbücher
- Das Böse unter der Sonne; 3 CD; Der Hörverlag; München, 2006. Gekürzte Fassung von Neville Teller. Aus dem Englischen von Anja Hansen-Schmidt. Gelesen von Stefan Wilkening.[11]
- Das Böse unter der Sonne; 6 CD; Verlag und Studio für Hörbuchproduktionen, 2006: Ungekürzte Lesung. Sprecher: Martin Maria Schwarz. Regie: Hans Eckardt. Übersetzung von Ursula Gail.[12]
- Das Böse unter der Sonne; 1 MP3-CD; Der Hörverlag; München, 2013. Sprecher: Jürgen Tarrach. Regie: Wolf-Dietrich Fruck. Aus dem Englischen von Ursula Gail.[13]

## Verfilmungen

### Kinofilm von 1982
Das Böse unter der Sonne war der zweite Film mit Peter Ustinov als Hercule Poirot, der sein Rollendebüt 1978 in Tod auf dem Nil hatte. Der Ort des Geschehens wird in ein einsames Resort, besucht von reichen und berühmten Personen, in der Adria verlegt. Gefilmt wurde aber in Wirklichkeit auf Mallorca. Es gibt einige Abweichungen vom Buch, auch bei den Personen. Aus Emily Brewster wird Rex Brewster, der Autor der bald erscheinenden Enthüllungsbiographie. Die Gardners sind Filmproduzenten, Reverend Lane und Major Barry kommen nicht vor.

### Agatha Christie’s Poirot
Der Roman wurde auch für die Serie Agatha Christie’s Poirot im Jahre 2001 adaptiert, mit David Suchet in der Hauptrolle.
Auch hier gibt es wieder Änderungen zum Roman. Kenneth Marshalls Tochter Linda wurde zu seinem Sohn Lionel. Anstatt sich in Voodoo-Zauber zu üben, liest er ein Buch über Gifte und versucht auch nicht Suizid zu begehen. Das Ehepaar Gardener kommt gar nicht vor.
So wie in vielen frühen Poirot-Adaptationen spielen Hastings, Inspector Japp und Miss Lemon mit, obwohl sie im Roman gar nicht vorkommen: Hastings ist mit im Resort, Japp der ermittelnde Beamte (die Rolle von Colonel Weston im Buch) und Miss Lemon als Poirots Sekretärin untersucht den Mord an Alice Corrigan.

### Computerspiel
Am 17. Oktober 2007 veröffentlichte The Adventure Company ein Computerspiel auf der Basis dieses Buches. Im Spiel leiht Kevin Delaney Hercule Poirot seine Stimme. Die Geschichte wurde dabei mit einigen Adventureelementen (Suchen oder Ertauschen von Gegenständen, Analyse gefundener Indizien) versehen, ansonsten aber gegenüber der Romanhandlung nur geringfügig abgeändert. Insbesondere wurde, im Gegensatz zu den Computerspiel-Umsetzungen anderer Christie-Romane, die Auflösung fast unverändert beibehalten, lediglich der Drogenschmuggel-Aspekt wurde erweitert. Zusätzlich hat das Spiel eine Rahmenhandlung: Während der Roman einen anonymen Erzähler besitzt, ist im Spiel Hercule Poirot der Erzähler, der seinem Freund Captain Hastings den bereits abgeschlossenen Fall schildert.